# Mauritiuseend
De mauritiuseend of mauritiustaling (Anas theodori) is een uitgestorven vogel uit de familie Anatidae. De wetenschappelijke naam van de soort is voor het eerst geldig gepubliceerd in 1893 door Newton, E & Gadow.

## Voorkomen
De soort kwam voor op de eilanden Mauritius en Réunion.